# AD-1211
AD-1211是一种含氮有机化合物，分子式C23H30N2O，属于類阿片镇痛药，1970年代由大日本制药株式会社（住友制药株式会社的前身）研发，药理学特性与喷他佐辛相似。